# Escudo de la provincia del Chaco
El escudo de la provincia del Chaco es uno de los símbolos de la provincia del Chaco y deriva del Escudo de Argentina.

## Simbología

Escudo de la provincia Presidente Perón entre 1953 y 1955.

El escudo chaqueño tiene forma ovalada vertical, dividida horizontalmente en dos partes iguales; la parte superior es de color celeste y la inferior es de color plata (blanco). En el centro: una palmera, símbolo de un clima cálido, y el arado representando la agricultura, el sector económico por excelencia. Se resalta también el color verde de la llanura, predominante de la Región Chaqueña.
Está rodeado (en el extremo superior) por un sol naciente (figurado, de amarillo oro): con veintiún rayos visibles, rectos y flamígeros alternados; y dos ramas de laureles: que llegan hasta la cara del sol y se cruzan en la base (extremo inferior), unidos con una cinta de los colores de la Bandera Argentina.
El sol, en su posición de naciente, anuncia a la Nación la aparición de una joven y nueva provincia. Los laureles son símbolos heráldicos de victoria y triunfo. 
La cinta en forma de moño de los colores celeste y blanco, similares a los de los dos cuarteles de la elipse, es alusiva a la nacionalidad argentina.
Fue creado por el Dr. Carlos Primo López Piacentini. En cumplimiento del Decreto N.º 257 del 24 de octubre de 1955, el Gobierno de la Provincia del Chaco, “declara Escudo Oficial para la Provincia del Chaco, el proyectado por el señor Carlos P. López Piacentini”; el Artículo 2 de dicho decreto dice “Densele las gracias al autor del Símbolo Provincial por su concepción artística e histórica”.